# 貝莉·穆金卡之死
貝莉·穆金卡（Belly Mujinga，1972年—2020年4月5日）是一名女性剛果裔英國地鐵售票員。2020年4月5日，貝莉在未配戴任何防具的情況下，於倫敦維多利亞車站值勤時遭一名57歲的男性乘客惡意吐唾沫。該名男子聲稱自己在同年3月21日染上嚴重特殊傳染性肺炎。貝莉隨後出現症狀，送醫搶救不治，得年47歲。
其同事反應，貝莉曾以患有結節病為由，要求公司讓她在有防護措施的場所工作，但公司仍強迫他們在車站大廳值勤，甚至沒有分配口罩。
「貝莉·穆金卡之死」引發英國底層勞工，尤其是黑人與少數族裔工人的不滿。為爭取社會正義、勞工權益與對防疫資源的重視，而展開一連串抗議活動。「貝莉·穆金卡之死」也與不久前美國發生的喬治·弗洛伊德之死引發的示威活動結合，成為黑人的命也是命社運的主軸之一。

## 生平
貝莉·穆金卡出生於薩伊（今剛果民主共和國）的金夏沙。 自金沙薩大學畢業並獲得新聞學學位後，任職於剛果國家廣播公司（RTNC），是該公司第一位女性體育新聞記者。2001年，貝莉為躲避洛朗-德西雷·卡比拉總統遇刺所引發的動亂而搬到英國，於埃奇韋爾的郵局任職。2011年，她與盧森巴·卡塔萊（Lusamba Gode Katalay）結婚，兩人育有一女。
貝莉的葬禮於4月29日舉行，她所屬的工會組織支付200萬英鎊的葬禮費用。由於封鎖限制，包括她丈夫和女兒在內只有10人獲准參加。

## 後續
事件發生後，警方調閱監視器，於5月29日查獲該名惡意吐唾沫的男子並對其進行檢驗。檢驗結果顯示該名男子並未患有COVID-19，不可能是造成貝莉死亡的主因，因此警方沒有再做更深入的調查。在輿論壓力下，該案於6月5日重啟，然而在缺乏證據的情況下，英格蘭及威爾斯皇家檢控署仍沒有提告該男子。